# Чудіна Олександра Георгіївна
Олександра Георгіївна Чудіна (рос. Чудина Александра Георгиевна; 6 листопада 1923, Куркінський район, Тульська область — 28 жовтня 1990, Москва) — радянська спортсменка, яка виступала у хокеї на траві, волейболі та різних дисциплінах легкої атлетики. Триразова призерка Олімпійських ігор 1952 року.

## Спортивна кар'єра

### Хокей на траві
Олександра Чудіна займалася багатьма видами спорту і спочатку досягла певного успіху на всесоюзному рівні в хокеї на траві впродовж 1937—1947 років.

### Легка атлетика
Одночасно з хокеєм на траві Чудіна брала участь у легкоатлетичних змаганнях, зайнявши друге місце на чемпіонаті Європи 1946 у стрибках у висоту.
1952 року Чудіна увійшла до складу радянської збірної, що вперше в історії брала участь в Олімпійських іграх, завоювавши дві срібні медалі в метанні списа і стрибках у довжину та одну бронзову медаль у стрибках у висоту.
1954 року Олександра Чудіна встановила світовий рекорд у стрибках у висоту — 173 см. Того ж року на чемпіонаті Європи вона стала чемпіонкою у п'ятиборстві і срібною призеркою у стрибках у довжину. У змаганні стрибунок у висоту вона була шостою.

### Волейбол
З 1947 по 1963 рік Олександра Чудіна входила до складу, а часом була і капітаном волейбольних команд «Динамо» (Москва) та збірної СРСР. У складі збірної стала триразовою чемпіонкою світу та чотириразовою чемпіонкою Європи.

## Питання щодо статі
У часи виступів Олександри Чудіної ще не проводили тест на статеву приналежність. Але за свідченням олімпійської чемпіонки 1952 Галини Зибіної наші спортсмени знали, що Олександра Чудіна — гермафродит, і за розпорядженням радянського Спорткомітету Чудіну привезли до Гельсінків перед самими змаганнями, заборонивши їй займати перші місця.
За свідченням іншого відомого спортсмена колишнього нападника ЦСКА та збірної СРСР з хокею Станіслава Петухова Олександра Чудіна, граючи у волейбол, перевдягалася в роздягальні першою — інші заходили в роздягальню, коли Чудіна звідти виходила. І в ду́ші Чудіна милася окремо.